# Economía internacional
La economía internacional es una rama de la ciencia económica que tiene como objeto el estudio de los movimientos económicos que realiza un país en relación con el resto del mundo y que pueden ser de muy diversa índole: comerciales, financieros, tecnológicos y turísticos, entre otros, sobre todo desde el punto de vista de la macroeconomía. También se ocupa de los aspectos monetarios mundiales, la teoría de la política comercial, los mercados cambiarios (resultado de la utilización de monedas diferentes en los distintos países), y el ajuste de las balanzas de pago. Los aspectos internacionales de la economía han tenido, desde finales del siglo XX, un muy importante auge, ya que cada vez existe mayor interrelación entre lo que ocurre en los mercados internacionales y lo que ocurre en la economía de los distintos países.La economía internacional como rama de la ciencia económica, que forma parte de las ciencias sociales, se divide en dos grandes ramas: la teoría del comercio internacional y la teoría de las finanzas internacionales. Las economías se relacionan con el resto del mundo en primer lugar por el comercio internacional, es decir por las compraventas de productos y servicios que se realizan con origen o destino en el exterior. Y la segunda vía de relación con el exterior se realiza a través de las finanzas, por cuanto los residentes y las entidades de un determinado país pueden tener activos financieros emitidos en otro país.
Mientras que entre los ciudadanos son poco corriente las inversiones financieras en otros países, por el contrario los bancos y las empresas de gran tamaño si mantienen relaciones financieras a nivel internacional, lo que produce una interrelación entre los mercados financieros de los distintos países. 
En la economía internacional inmersa dentro del proceso de globalización, destacan actualmente tres regiones geográficas por su importancia y dinamismo: la Unión Europea, el NAFTA, y el Bloque Asiático (China, India, ASEAN más Tres); leer también Tríada (economía).
Una de las principales premisas de la economía mundial afirma el proceso de disolución o cambio de las economías socialistas, como lo fueron las de República Checa, Hungría, Rumanía, Polonia, etc. También aboga por detener el constante crecimiento de la pobreza y la desigualdad económica entre países de África y de América Latina, con tratados con bloques como la Unión Africana o el MERCOSUR.

## Comercio internacional
La teoría del comercio internacional estudia las causas y consecuencias que explican el comercio entre los países, este comercio ha ido adquiriendo una creciente importancia a lo largo del siglo XX y los comienzos del XXI.

## Finanzas internacionales y movilidad de capitales
La economía internacional actual se caracteriza por la gran integración de los mercados financieros nacionales. Los inversores internacionales buscan la rentabilidad más alta entre todos los mercados financieros, teniendo en cuenta el riesgo de cada mercado, por lo que el capital se comporta como un factor perfectamente móvil, en la medida en que tienen unos costes bajos de transacción. Esta integración provoca que los tipos de interés no pueden distanciarse entre los países sin provocar movimientos de capitales entre ellos.
- Ciclo Financiero Global (ej. Hélène Rey)
- Crisis Financieras (ej. Carmen Reinhart, Kenneth Rogoff y Hélène Rey)

## Estudios económicos
Para promover las exportaciones, muchos organismos gubernamentales publican en Internet los estudios de mercado por sector industrial y país. Estas investigaciones son más o menos accesibles y a menudo gratuitas.
Lista de algunos organismos gubernamentales por país:
- Estados Unidos: USCS, dependiente del Departamento de Comercio de Estados Unidos, ha escrito unos cuantos miles de estos estudios, y el Departamento de Agricultura de los Estados Unidos publica estudios en los sectores de agricultura y agroalimentación.

- Canadá: Export Development Canada (EDC)

AFII (implantación de empresas forasteras)
- Reino Unido: UK Trade & Investment se encarga tanto de la promoción de sus exportaciones como de la implantación de empresas forasteras en el Reino Unido.

- Hong Kong: Hong Kong Trade Development Council (HKTDC).

- Japón: Japan External Trade Organization (JETRO)

- Australia: Austrade

- Francia: UBIFRANCE (promoción de las exportaciones)

- Páginas web de difusión de los estudios de varias organizaciones:

Globaltrade.net, creado por una alianza Private Public Partnership entre el USCS et la Federation of International Trade Associations (FITA), consiente el libre acceso vía su página web a estudios de la USCS, USDA, Agriculture and Agri-Food Canadá, UK Trade & Investment y de algunas organizaciones no gubernamentales. Estos estudios se encuentran clasificados según dos criterios: por país estudiado y por la industria o el tema.